# 特拉帕尼主教座堂

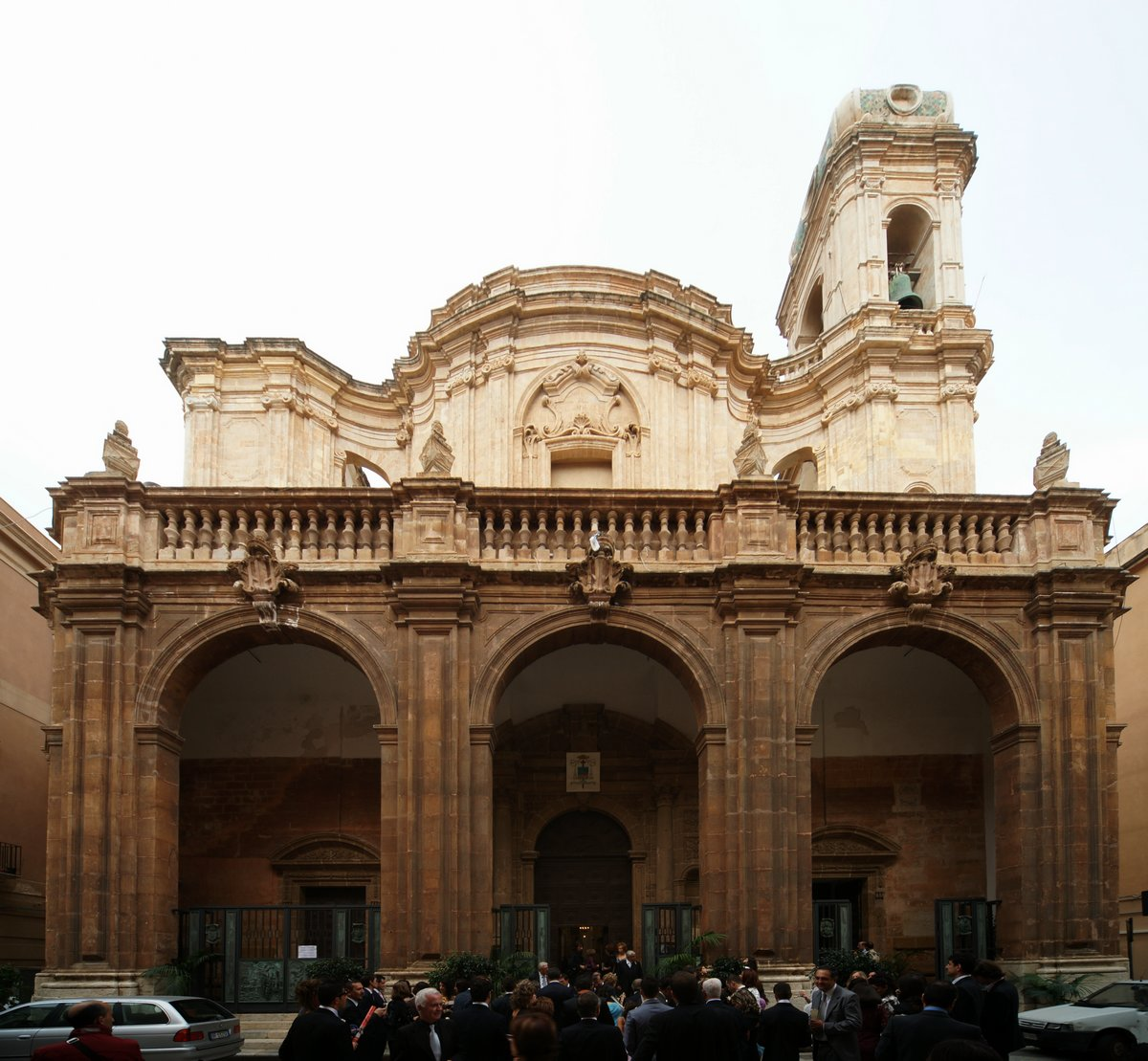
教堂西面

特拉帕尼主教座堂（義大利語：Duomo di Trapani; Basilica cattedrale di San Lorenzo martire）是義大利西西里島城市特拉帕尼的一座羅馬天主教的教堂，也是天主教特拉帕尼教區的主教座堂。這座教堂始建於1421年。在之後的數個世紀里，這座教堂多次改建。現在的教堂外觀成形於18世紀，由Giovanni Biagio Amico設計。